# Cupido montana
Cupido montana är en fjärilsart som beskrevs av Jules Favre och Wullschlegel 1899. Cupido montana ingår i släktet Cupido och familjen juvelvingar. Inga underarter finns listade i Catalogue of Life.